# Candidature (Belgique)
Pour les articles homonymes, voir Candidature.
La candidature (en néerlandais kandidaats) était un diplôme universitaire sanctionnant la réussite d'un premier cycle de deux ans. Depuis l'année académique 2005-2006, ce diplôme n'est plus délivré, car il a été remplacé dans le cadre du processus de Bologne par le bachelier, d'une durée de trois ans.
| Doctorat (3)                |                         | Doctorat (3) |
| Master (2)                  | DEA - DESS (1)          |              |
|                             | Licence (2)             |              |
|                             |                         |              |
| Bachelier (3)               | Candidature (2)         |              |
|                             |                         |              |
| Actuel système de Grade BMD | Ancien système de Grade |              |